# Василије Исповедник
Василије Исповедник (?-747) је био друг - сапосник Светог Прокопија Декаполита. Василије Паријски је верно следовао свом учитељу Прокопију, и у миру и у гоњењу. Многе муке је претрпео од иконобораца, чије је учење обарао својим проповедима. За време иконобораца био је епископ у граду Парији, у Малој Азији. Одбио је да подпише царску одлуку против иконопоштовања, због чега је мучен. А када иконоборци пропадоше, Василије се врати заједно с Прокопијем у свој манастир где се у посту и молитви дуго подвизавао, и мирно скончао 747. године.
Српска православна црква слави га 28. фебруара и 12 априла по црквеном, а 13. марта и 25. априла по грегоријанском календару.